# Gerd Lüdemann
Pour les articles homonymes, voir Lüdemann.
Gerd Lüdemann (5 juillet 1946 - 23 mai 2021)  est un bibliste et théologien allemand, professeur à l'université de Göttingen et spécialiste de l'histoire et de la littérature du christianisme primitif. Certaines de ses prises de positions à l'égard de l'historicité des paroles de Jésus ont créé des controverses.

## Biographie
Gerd Lüdemann naît le 5 juillet 1946 à Visselhövede, une ville du district de Rotenburg an der Wümme en Basse-Saxe. Il fait des études de théologie à l'université de Göttingen (1996-1971) puis il soutient en 1974 sa thèse de doctorat intitulée Untersuchungen zur simonianischen Gnosis / Investigations into Simonian Gnosis. Il est chercheur postdoctoral en 1974-1975 à l'université Duke sous la direction du professeur W. D. Davies. En 1975, il est nommé assistant de Nouveau Testament à l'université de Gottingen et soutient une thèse d'habilitation intitulée Paulus, der Heidenapostel Band I. Studien zur Chronologie à Göttingen dirigée par Georg Strecker en 1977.

## Carrière universitaire
Il enseigne le christianisme juif et le gnosticisme à l'université McMaster, au Canada (1977-1979), puis le Nouveau Testament à la Vanderbilt Divinity School (en) à Nashville (1979-1982). En 1983, il est nommé à la chaire d'études du Nouveau Testament de la faculté de théologie évangélique de l'université de Göttingen (Georg-August-Universität Göttingen), en Allemagne, et enseigne le Nouveau Testament jusqu'en 1999. En 1998, par décision de l'université de Gottingen, Gerd Lüdemann est réaffecté sur une nouvelle chaire : la chaire de Nouveau Testament est renommée « Histoire et littérature du christianisme primitif » à l'Institut für Spezialforschungen de l'université. Cette décision implique qu'il ne forme plus les étudiants en théologie protestante mais qu'il conserve ses fonctions dans le nouveau département.
Il est membre du Jesus Seminar. Il débat avec William Lane Craig en 2002 sur la résurrection de Jésus. Il prend sa retraite académique en 2011 de l'université de Göttingen, puis il est chercheur invité à la Vanderbilt University Divinity School de Nashville dans le Tennessee,,,.
Il meurt le 23 mai 2021 à Göttingen,.

## Controverses
En 1999, Lüdemann publie Der große Betrug : Und was Jesus wirklich sagte und tat, dans lequel il affirme que seules 5 % environ des paroles attribuées à Jésus sont authentiques et que les preuves historiques ne soutiennent pas les arguments du christianisme traditionnel,.